# سیاه زیباست

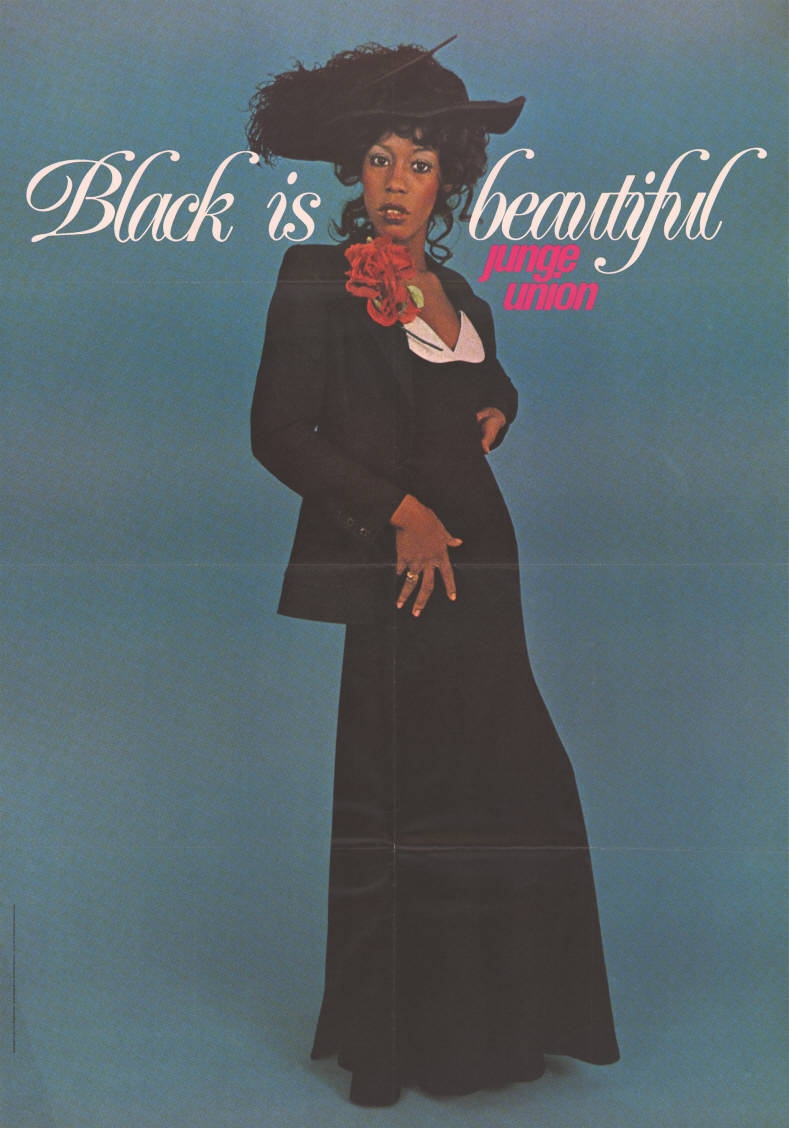
پوستر سیاه‌ها زیبا هستند در آلمان، سال ۱۹۷۴

سیاه زیباست (به انگلیسی: Black is beautiful) یک جنبش فرهنگی است که در دهه ۱۹۶۰ توسط آمریکایی‌های آفریقایی‌تبار در ایالات متحده آغاز شد. این جنبش بعدها فراتر از ایالات متحده گسترش یافت، که برجسته‌ترین آن در نوشته‌های جنبش آگاهی سیاه استیو بیکو در آفریقای جنوبی بود. رنگ سیاه زیباست، ریشه در جنبش نگریتود در دهه ۱۹۳۰ دارد. نگریتود بر اهمیت هویت نژادی پان آفریقایی در میان مردم آفریقایی‌تبار در سراسر جهان استدلال کرد.
هدف آن از بین بردن این تصور نژادپرستانه است که ویژگی‌های طبیعی سیاه پوستان مانند رنگ پوست، ویژگی‌های صورت و مو ذاتاً زشت است. مدت‌ها تصور می‌شد که جان راک اولین کسی است که عبارت «سیاه زیباست» را در سال ۱۸۵۸ در یک سخنرانی ابداع کرد، اما سوابق تاریخی نشان می‌دهد که او هرگز از این عبارت خاص در آن روز استفاده نکرده‌است. این جنبش همچنین مردان و زنان را تشویق کرد تا از تلاش برای از بین بردن صفات شناسایی شده آفریقایی با و تلاش برای روشن یا سفید کردن پوست خود دست بردارند. بیل آلن، نویسنده مستقل آژانس‌های تبلیغاتی، ادعا کرد که این عبارت در دهه ۱۹۵۰ ابداع شده‌است.
عبارت «سیاه زیباست» بهزیستی عاطفی و روانی سیاه پوستان را در بر می‌گیرد. فرهنگ و هویت سیاهان را ترویج می‌کند، جایی که گذشته سیاه یک غرور فرهنگی الهام بخش است. زیبایی ویژگی‌های طبیعی سیاه‌پوستان، مانند تنوع رنگ پوست، مدل‌ها و بافت‌های مو، و همچنین ویژگی‌های فیزیکی آن‌ها را تأیید می‌کند.
این جنبش در تلاشی برای مقابله با این تصور نژادپرستانه در فرهنگ آمریکایی آغاز شد که ویژگی‌های معمول سیاه‌پوستان کمتر از سفیدپوستان جذاب یا مطلوب است. تحقیقات نشان می‌دهد که ایده زشت بودن سیاهی به شدت به روان آمریکایی‌های آفریقایی‌تبار آسیب می‌رساند و خود را به عنوان نژادپرستی درونی نشان می‌دهد. این ایده راه خود را به خود جوامع سیاه پوست باز کرد و به اقداماتی مانند مهمانی‌های کیسه کاغذی منجر شد: رویدادهای اجتماعی که تنها با پذیرش افراد با پوست روشن‌تر، علیه سیاهپوستان آفریقایی-آمریکایی تبعیض قائل می‌شد.

## تاریخ
در حالی که جنبش سیاه زیباست در دهه ۱۹۶۰ شروع شد، مبارزه برای حقوق برابر و درک مثبت بدن سیاه‌پوستان آمریکایی خیلی زودتر در تاریخ آمریکا شروع شد. این جنبش به این دلیل شکل گرفت که رسانه‌ها و جامعه به عنوان یک کل تصور منفی از بدن سیاه پوستان آمریکایی داشتند که فقط برای موقعیت برده مناسب است. جنبش سیاه زیباست حول مبارزه ای برای درک یکسان از بدن سیاهپوست برای کمک به خنثی کردن همه ایده‌های منفی ناشی از تاریخ مبتنی بر برتری سفیدپوستان استوار بود.
پیدایش این جنبش یک نمایش مد با عنوان طبیعی '۶۲ در ۲۸ ژانویه ۱۹۶۲ توسط کوام براثوایت بود. کوامه یک عکاس و فعال سیاه پوست بود که در سال ۱۹۳۸ در بروکلین نیویورک متولد شد. او زندگی خود را وقف به تصویر کشیدن زندگی دیگران در تصاویر کرد. در دهه ۱۹۶۰، او در تاریکخانه کوچک خود در هارلم، یک تکنیک تصویربرداری را توسعه داد که پوست سیاه را در عکس‌هایی که زندگی و انرژی را به نمایش می‌گذاشت، برجسته می‌کرد. او هزاران ساعت را در اتاق تاریک خود سپری کرد تا مطمئن شود که تصاویرش می‌تواند زیبایی سیاه پوستان را به نمایش بگذارد. کار سخت او تعهد او را به جنبش آزادی سیاهان نشان داد. مدل‌های گرانداسا در این نمایشگاه عمداً از مفاهیم غربی زیبایی دور شدند، به جای آن که تصاویر آفریقایی را به عنوان نوعی اعتراض به «چگونه در مجله آبنوس نمی‌توانستید یک دختر آبنوس پیدا کنید» به کار می‌بردند. عکس‌های براتویت از نوازندگان سیاه‌پوست، از جمله استیوی واندر و باب مارلی، این جنبش را به آگاهی عمومی هدایت می‌کند. بیشتر نمایش‌های طبیعی و پذیرش تصاویر آفریقایی توسط نوازندگانی مانند نینا سیمون منجر به عادی شدن سیاه پوستان می‌شود.